# Asplenium maxonii
Asplenium maxonii är en svartbräkenväxtart som beskrevs av David Bruce Lellinger. Asplenium maxonii ingår i släktet Asplenium och familjen Aspleniaceae. Inga underarter finns listade.